# سرخرگ پسین چرخشی بازو
سرخرگ پسین چرخشی بازو یا شریان سیرکومفلکس هومرال خلفی (انگلیسی: Posterior humeral circumflex artery) از سرخرگ پیشین چرخشی بازو درشت‌تر است و از سطح خارجی بخش سوم سرخرگ زیربغلی (اگزیلاری) در برابر کنار تحتانی عضله ساب اسکاپولاریس و خلف شریان سیرکومفلکس هومرال قدامی منشأ گرفته و همراه عصب اگزیلاری از فضای چهار گوش عضله عبور کرده و از بین عضلات ترس ماژور و مینور و سر دراز عضله تری سپس و گردن جراحی هومروس، اگزیلا را ترک می‌کند. این شریان، گردن جراحی هومروس را دور زده و به عضلات اطراف مفصل گلنوهومرال، مفصل شانه، عضلات دلتوئید، ترس ماژور و مینور، سر دراز و سرخارجی تریسپس شاخه‌های متعددی می‌فرستد.
این شریان با سرخرگ پیشین چرخشی بازو و شاخه‌هایی از شریان پروفوندا براکئیی (بازویی عمقی)، سوپرا اسکاپولار و توراکو اکرومیال اناستوموز می‌شود.